# Pierre Fabri (évêque)
Pour les articles homonymes, voir Pierre Fabri.
Pierre Fabri a été évêque de Marseille en 1361.

## Biographie
Pierre Fabri a été chanoine d’Aix-en-Provence en 1342, puis évêque de Marseille en 1361. En fait il a été institué par le pape mais n’a pas été consacré car il est mort peu de temps après cette désignation.